# Epirhyssa hyblaeana
Epirhyssa hyblaeana är en stekelart som beskrevs av Jinhaku Sonan 1933. Epirhyssa hyblaeana ingår i släktet Epirhyssa och familjen brokparasitsteklar. Inga underarter finns listade i Catalogue of Life.